# Gerbillus gleadowi
Gerbillus gleadowi је врста глодара из породице мишева.

## Распрострањење
Врста има станиште у Пакистану и Индији.

## Станиште
Станишта врсте су травна вегетација, полупустиње и пустиње.

## Угроженост
Ова врста је на нижем степену опасности од изумирања, и сматра се скоро угроженим таксоном.